# Zgniłka
Zgniłka – wieś w Polsce położona w województwie kujawsko-pomorskim, w powiecie sępoleńskim, w gminie Więcbork. Pierwsze ślady osadnictwa w Zgniłce pochodzą z IX w. Najstarszy przekaz pisany o miejscowości pochodzi z 1511 r. Wieś położona przy jeziorze Stryjewskim.
W latach 1975–1998 miejscowość administracyjnie należała do województwa bydgoskiego. Według Narodowego Spisu Powszechnego (III 2011 r.) liczyła 78 mieszkańców. Jest dwudziestą co do wielkości miejscowością gminy Więcbork.